# كيف تخسر مليون جنيه (مسلسل)
كيف تخسر مليون جنيه مسلسل كوميدى من بطولة عادل إمام ونبيلة عبيد وحسن حسنى ويوسف وهبى. ولقد تم انتاجه عام 1978م، ومن تأليف بهجت قمر واخراج عادل صادق .

## قصة المسلسل
تدور أحداث المسلسل حول حمزة الذي يمثل دوره (عادل امام) الفتى العاطل عن العمل الفقير الذي يرتبط بفتاة غنية وتمثل دورها (نبيلة عبيد) ثم يتوفى عمه ويرث عنه مليون جنيه فتقرر زوجته الانفصال عنه خوفا من موته حيث كانت تتزوج من اغنياء فيتوفون بعد اسبوعين من الزواج فيقرر أن يضيع ثروته.